# ذئاب في دائرة
ذئاب في دائرة هو مسلسل مغربي من إخراج شكيب بن عمر سنة 1997، ومن بطولة كل من حسن الصقلي ، محمد الأثير، السعدية أزكون، سعد التسولي، محمد التسولي، سعاد صابر، عبد القادر مطاع، محمد مجد، وغيرهم.

## قصة المسلسل
تدور أحداث المسلسل حول رجل يعمل مسؤولا عن القسم التجاري في إحدى شركات القطاع الخاص، ومع مرور الوقت يلاحظ أن زميله في العمل يقوم بالتلاعب بفواتير السِّلع، فيقوم بتأنيبه وتحذيره من عواقب ما يرتكبه، مما يدفع هذا الزميل إلى التآمر من أجل إبعاده عن الشركة بشكل كامل.